# Indian Hills (Texas)
Indian Hills és una concentració de població designada pel cens dels Estats Units a l'estat de Texas. Segons el cens del 2000 tenia 2.036 habitants.

## Demografia
Segons el cens del 2000, Indian Hills tenia 2.036 habitants, 424 habitatges, i 399 famílies. La densitat de població era de 328,9 habitants per km².
Dels 424 habitatges en un 73,6% hi vivien nens de menys de 18 anys, en un 76,4% hi vivien parelles casades, en un 12,7% dones solteres, i en un 5,7% no eren unitats familiars. En el 5,2% dels habitatges hi vivien persones soles el 2,4% de les quals corresponia a persones de 65 anys o més que vivien soles. El nombre mitjà de persones vivint en cada habitatge era de 4,8 i el nombre mitjà de persones que vivien en cada família era de 4,97.
Per edats la població es repartia de la següent manera: un 47,6% tenia menys de 18 anys, un 11,3% entre 18 i 24, un 26,5% entre 25 i 44, un 10,7% de 45 a 60 i un 3,9% 65 anys o més.
L'edat mediana era de 19 anys. Per cada 100 dones de 18 o més anys hi havia 92,8 homes.
La renda mediana per habitatge era de 14.877 $ i la renda mediana per família de 14.921 $. Els homes tenien una renda mediana de 12.147 $ mentre que les dones 9.485 $. La renda per capita de la població era de 3.583 $. Aproximadament el 58,6% de les famílies i el 62,3% de la població estaven per davall del llindar de pobresa.

## Poblacions més properes
El següent diagrama mostra les poblacions més properes.